# Гречух Григорій Теодорович

Гречух Григорій Теодорович - викладач історії, директор Станіславського педагогічного інституту (1953 - 1956)

Гречух Григорій Теодорович (17 серпня 1898 р. – 28 серпня 1961 рр.) – український педагог , викладач історії, директор Станіславського педагогічного інституту (1953–1956).

## Життєпис
Народився 17 серпня 1898 р. у селищі Войнилів, тепер Калуського району Івано-Франківської області, в селянській родині. У 1909 р. закінчив Войнилівську початкову школу і вступив до української державної гімназії в Станіславові. У 1916 р. з шкільної лави був мобілізований у австро-угорську армію. У ранзі лейтенанта воював на італійському фронті, потрапив у полон, з якого був звільнений у 1920 р.
Після повернення до додому, продовжив навчання в Станіславівській гімназії, яку в 1922 р. завершив на відмінно. У 1922–1927 рр. навчався на філософському факультеті Львівського університету. Склавши державні екзамени в 1930 р., отримав право викладати історію та німецьку мову в середніх школах.
Упродовж 1926–1935 рр. працював викладачем учительської семінарії у Львові. З 1935 по 1939 рр. – директор семирічної школи в селі Нижній Струтинь, тепер Рожнятівського району Івано-Франківської області. У 1939–1941 рр. працював шкільним інспектором Болехівського районного відділу освіти. У цей час закінчив одномісячні курси підвищення кваліфікації керівних працівників народної освіти в Києві. Під час німецької окупації працював директором Войнилівської семирічної школи. З липня 1944 р. до березня 1946 р. – завідувач місцевого відділу народної освіти, а в 1946–1952 рр. – заступник завідувача Станіславського обласного відділу народної освіти.
З січня до жовтня 1953 р. – голова профспілки працівників початкової і середньої освіти області. З 11 жовтня 1953 р. до 16 листопада 1956 р. – директор Станіславського педагогічного інституту. Пізніше директор Станіславської середньої школи №5.

###### Діяльність на посаді директора Станіславського педагогічного інституту
Г. Т. Гречух – перший і єдиний керівник Станіславського педінституту, уродженець Прикарпаття. 
За час його роботи заклад зміцнив матеріальну базу, посилилася наукова роботи викладачів, їх кваліфікаційний рівень. Так, у 1953–1954 рр. було захищено 7 кандидатських дисертації. Після об’єднання у 1955 р. Коломийського учительського інституту зі Станіславським педагогічним, у 1956 р. навчальний заклад перейшов на підготовку вчителів широкого профілю (українська філологія та історія, російська філологія та історія, фізика, математика й креслення). 
За спогадами сучасників Г. Т. Гречух був м’якою та нерішучою людиною, боявся всіляких несподіванок, особливо з боку партійних і безпекових органів.